# Mario Huys
Mario Huys est un triathlète et ultra-triathlète professionnel belge. Détendeur du record national d'ultra-triathlon de Belgique  en 1994, dans la catégorie double ironman. Il est également entraîneur  et directeur général de Mario Huys Coaching. Il est titulaire d'une maîtrise en sciences du sport et membre fondateur de Triangel Institut.

## Biographie

### Carrière d'entraîneur
Mario Huys est un ancien entraîneur de Oakley-Transitions-Ironman-Teams.
Il a entraîné des personnalités telles que Luc Van Lierde et Kate Allen.

## Palmarès
Le tableau présente les résultats les plus significatifs (podium) obtenus sur le circuit international d'Ultra-triathlon.
| Année | Compétition            | Pays     | Position      | Temps            |
| ----- | ---------------------- | -------- | ------------- | ---------------- |
| 1994  | Double Ironman Louvain | Belgique | Médaille d'or | 19 h 54 min 46 s |